# Myrmekiaphila howelli
Espèce
Myrmekiaphila howelli est une espèce d'araignées mygalomorphes de la famille des Euctenizidae.

## Distribution
Cette espèce est endémique du Mississippi aux États-Unis. Elle a été découverte dans le comté de Newton.

## Étymologie
Cette espèce est nommée en l'honneur de William Mike Howell.

## Publication originale
- Bond & Platnick, 2007 : A taxonomic review of the trapdoor spider genus Myrmekiaphila (Araneae, Mygalomorphae, Cyrtaucheniidae). American Museum novitates, no 3596, p. 1-30 (texte intégral).